# BINA-Istra
BINA-Istra d. d., trg. društvo sa sjedištem u Puli, utemeljeno 1995. radi financiranja, izgradnje i upravljanja Istarskim ipsilonom. Na temelju odluke hrv. Vlade 25. rujna 1995. potpisan je ugovor o koncesiji između Vlade RH i BINA-Istre za financiranje, građenje, održavanje Jadranske autoceste te upravljanje njome na dionicama Dragonja–Pula i Kanfanar–Pazin–Matulji (I. i II. faza), u ukupnoj dužini od 145 km i na rok od 28 god. od puštanja u promet I. faze. Ugovor je zasnovan na modelu privatno-javnoga partnerstva i prvi je takav ugovor o koncesiji sklopljen u Hrvatskoj.
RH unijela je u koncesiju već izgrađene dionice od Matulja do Pazina, uključujući i tunel Učku, u ukupnoj dužini od 47km te dionicu Kanfanar–Medaki u dužini od 7 km, što čini ukupno 54km, sve u profilu poluautoceste, a koncesijsko društvo BINA-Istra d. d. obvezalo se izgraditi preostalih 90 km poluautoceste i prema rastu prom. potražnje (prosječni godišnji dnevni promet iznosi više od 10.000 vozila) drugu pol. autoceste u ukupnoj dužini od 145 km (uključujući u to i drugu cijev tunela Učka). Vlasnička je struktura temeljnoga kapitala, koji iznosi 256.417.200,00 kn (2009): Bouygues TP 45%, Hrvatske autoceste 44%, INA 5%, i Antin Infrastructure Partners 6%.
BINA-Istra Upravljanje i održavanje d. o. o., trgovačko društvo osnovano 1997., kojemu je osnovna djelatnost održavanje Istarskoga ipsilona te upravljanje njime i naplata cestarine. U potpunom je vlasništvu BINA-Istre d. d. Sjedište mu je na tunelu Učka, Vranja b. b. Organizacijom, održavanjem te zaštitom ceste ukupne dužine 141km (uključujući tunel Učka) i objekata, bavi se 5 služba s ukupno 132 zaposlenika (2009). Posebne su zadaće nadzor i regulacija prometa kroz tunel Učka te upravljanje njime, što se obavlja 24 sata dnevno tijekom cijele godine; nadgledanje ventilacije, rasvjete i prom. signalizacije tunela, redovita provjera i održavanje različitih uređaja u tunelu; osiguravanje pratnje vozilima koja prevoze opasne terete; u slučaju prom. nesreća, osiguravanje prve pomoći, koordinacija s policijom i ponovna normalizacija prometa; hitna intervencija u slučaju požara.

## Vanjske poveznice
- BINA-Istra
- BINA-Istra d. d. Hrvatska tehnička enciklopedija, portal hrvatske tehničke baštine. LZMK